# 군서초등학교 (경기)
군서초등학교는 대한민국 경기도 시흥시에 있는 공립 초등학교이다.

## 학교 연혁
- 1947년 2월 1일: 설립인가
- 1947년 7월 18일: 군서국민학교 개교(정왕리 산139)

## 참고 자료
- 군서초등학교 - 한국교육학술정보원 학교알리미